# Eulocastra monozona
Eulocastra monozona là một loài bướm đêm trong họ Noctuidae.